# Eduard Hauser
Eduard Hauser (22 de junho de 1895 - 16 de julho de 1961) foi um oficial alemão que serviu no Deutsches Heer durante a Segunda Guerra Mundial. Foi condecorado com a Cruz de Cavaleiro da Cruz de Ferro com Folhas de Carvalho.

## Condecorações
| Cruz de Ferro (1939) 2ª Classe                                   | 17 de junho de 1915                            |
| Cruz de Ferro (1939) 1ª Classe                                   | 12 de setembro de 1917                         |
| Distintivo de Feridos (1914) em Preto                            |                                                |
| Cruz de Honra da Guerra Mundial 1914/1918                        |                                                |
| Medalha dos Sudetos                                              |                                                |
| Cruz de Ferro (1939) 2ª Classe                                   | 29 de setembro de 1939                         |
| Cruz de Ferro (1939) 1ª Classe                                   | 26 de junho de 1940                            |
| Medalha da Frente Oriental                                       |                                                |
| Mencionado duas vezes na Wehrmachtbericht                        | 12 de outubro de 1943 e 24 de dezembro de 1943 |
| Cruz de Cavaleiro da Cruz de Ferro                               | 4 de dezembro de 1941                          |
| Cruz de Cavaleiro da Cruz de Ferro com Folhas de Carvalho nº 376 | 26 de janeiro de 1944                          |